# Hữu Lợi
Hữu Lợi là một xã thuộc huyện Yên Thủy, tỉnh Hòa Bình, Việt Nam.
Xã Hữu Lợi có diện tích 2256,36 ha, dân số năm 2013 là 3832 người, mật độ dân số đạt 159 người/km².